# Isolona madagascariensis
Isolona madagascariensis là loài thực vật có hoa thuộc họ Na. Loài này được (Baill.) Engl. mô tả khoa học đầu tiên năm 1897.